# Kinští
Rod Kinských (něm. Kinsky von Wchinitz und Tettau – Kinští z Vchynic a Tetova) je staročeský rytířský a později panský, hraběcí a knížecí šlechtický rod pocházející z počátku 13. století. V 18. století patřili k přední středoevropské aristokracii. V současné době žijí členové rodu v Česku, Rakousku a dalších zemích. Zatímco restituční nároky kostelecké a chlumecké větve byly po roce 1989 uznány, nároky hlavní knížecí větve Kinských českými soudy uznány nebyly.

## Jméno

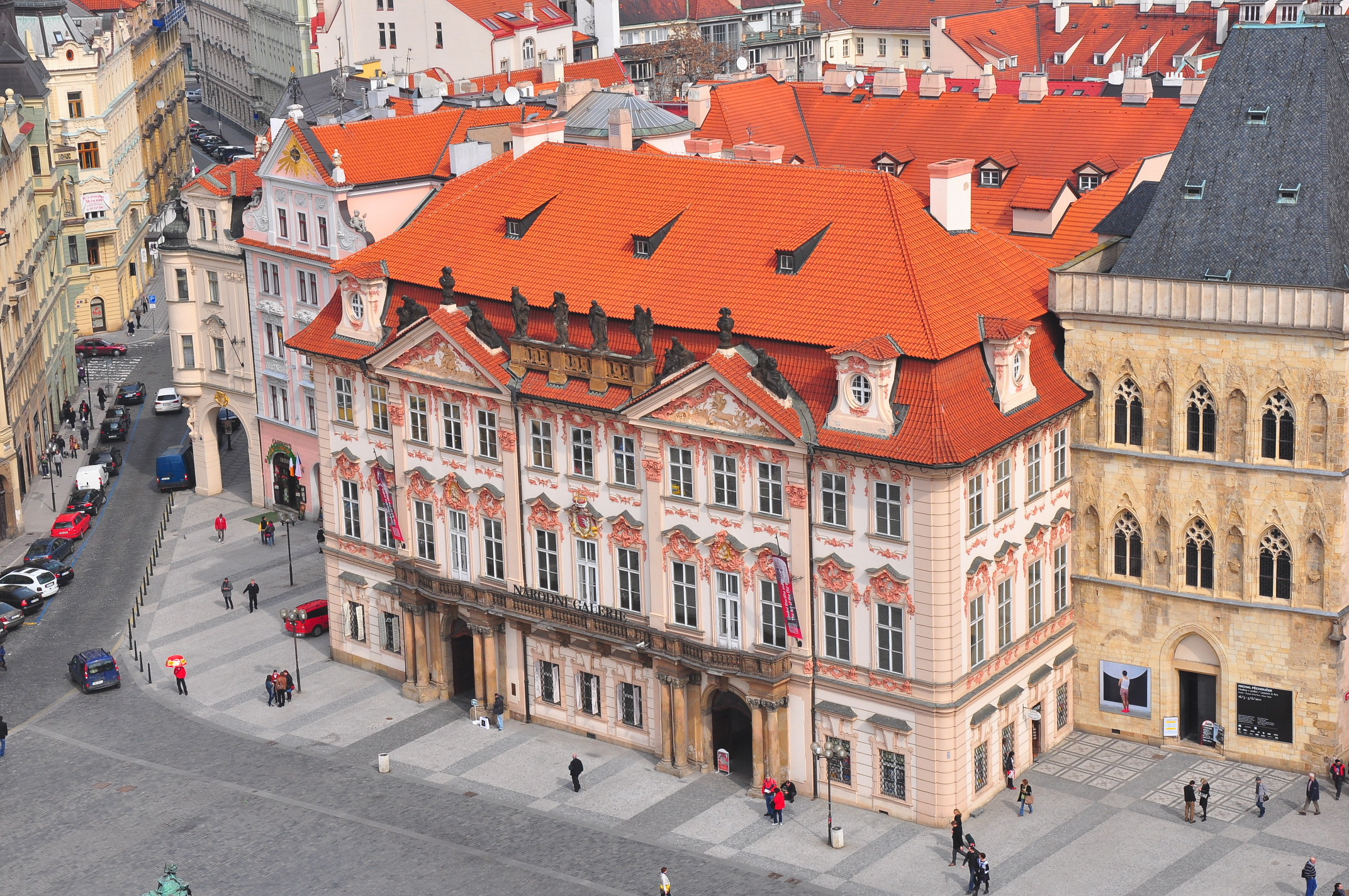
Palác Kinských v Praze

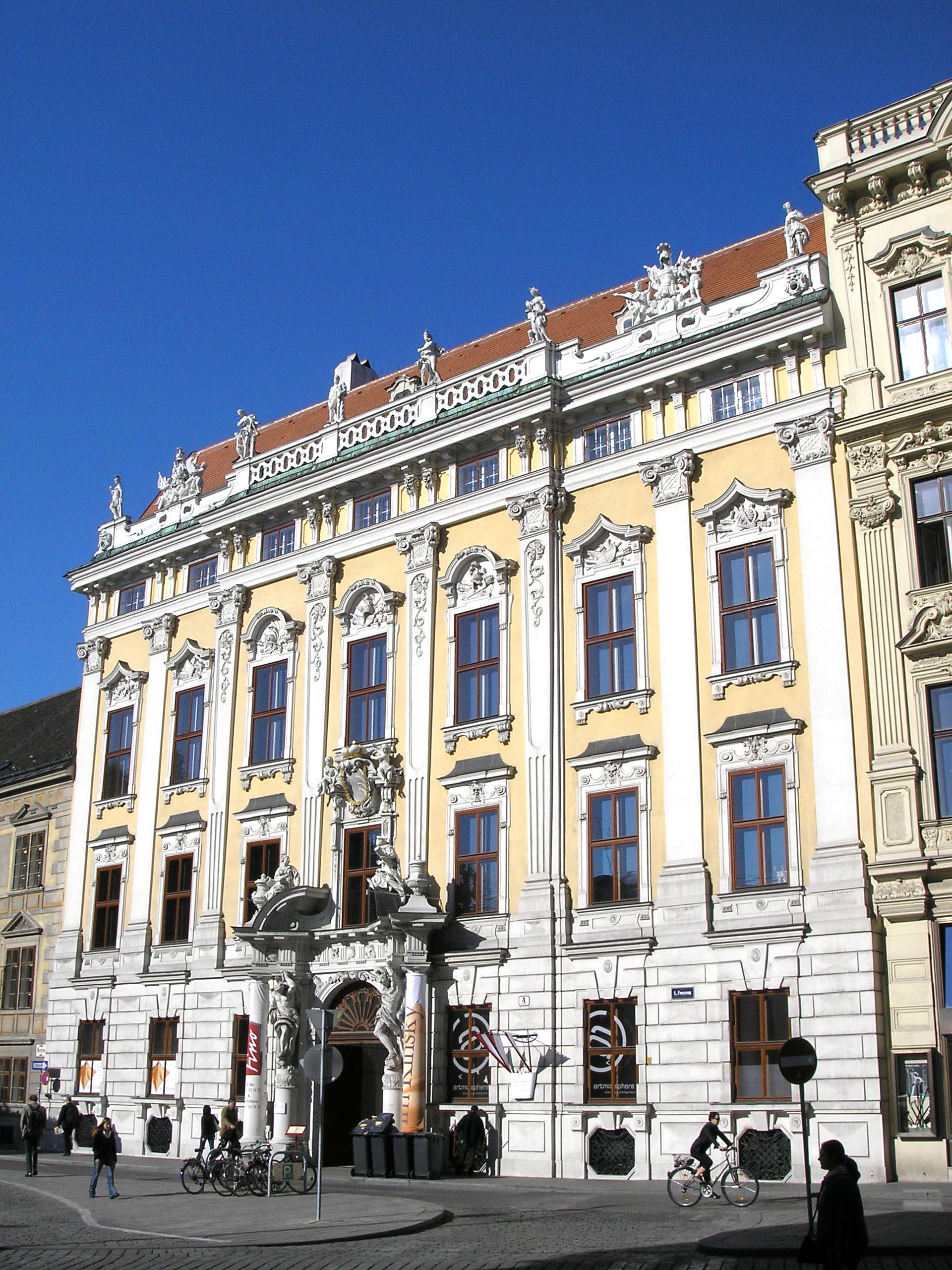
Barokní palác Kinských ve Vídni

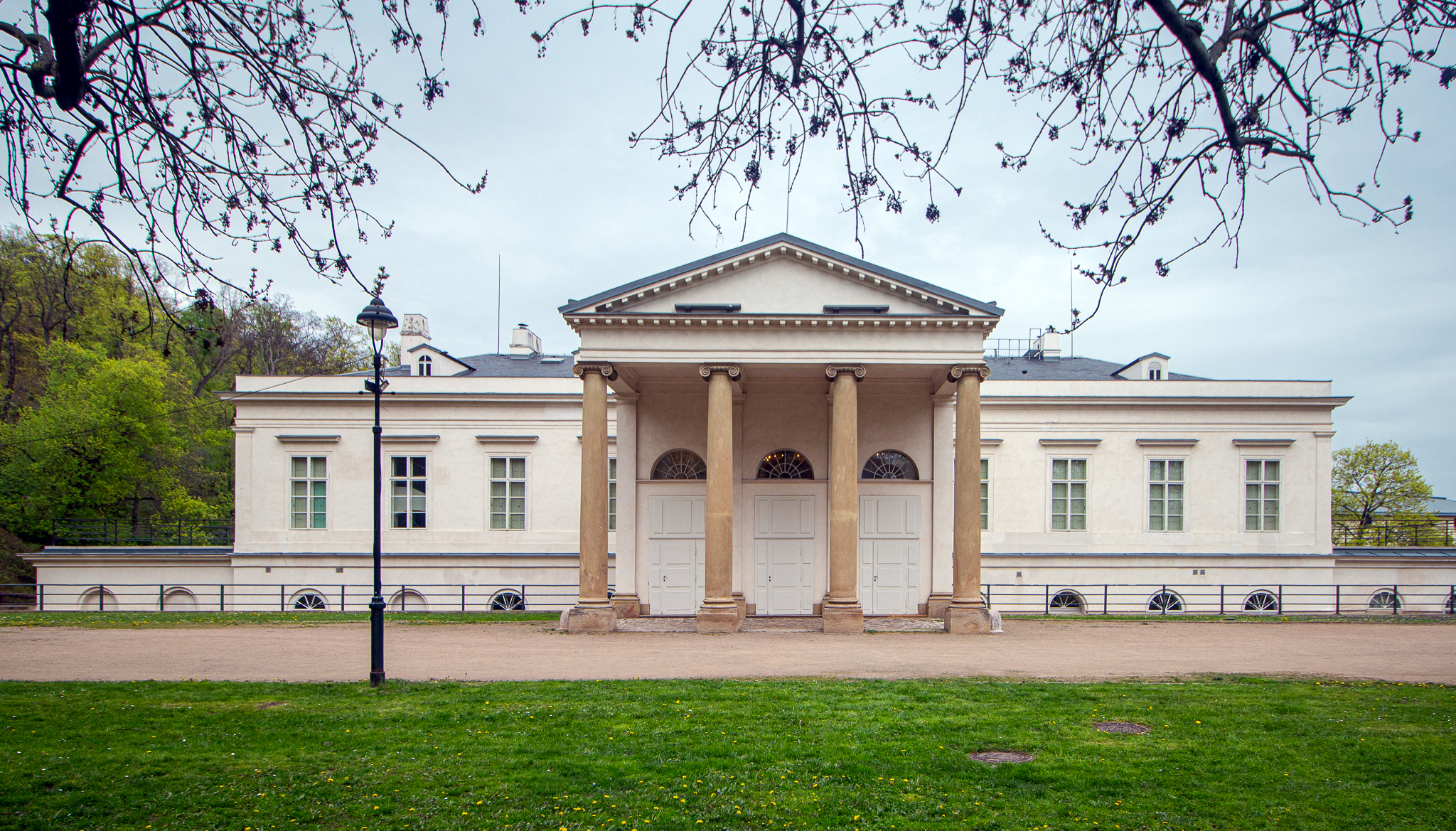
Letohrádek Kinských – Musaion v Kinského zahradě, Praha

Jméno Kinský se vyvinulo ze středověkého německého přepisu původního jména Wchynsky, tj. Vchynský ze Vchynic a z Tettau v Braniborsku, kde první část přídomku odkazuje k obci a tvrzi u Lovosic na Litoměřicku, a druhá k obci v Braniborsku. Toto jméno se později začalo psát Chynský a v období třicetileté války se začalo užívat transkripce ve tvaru Kinský nebo Kinski.

## Erb

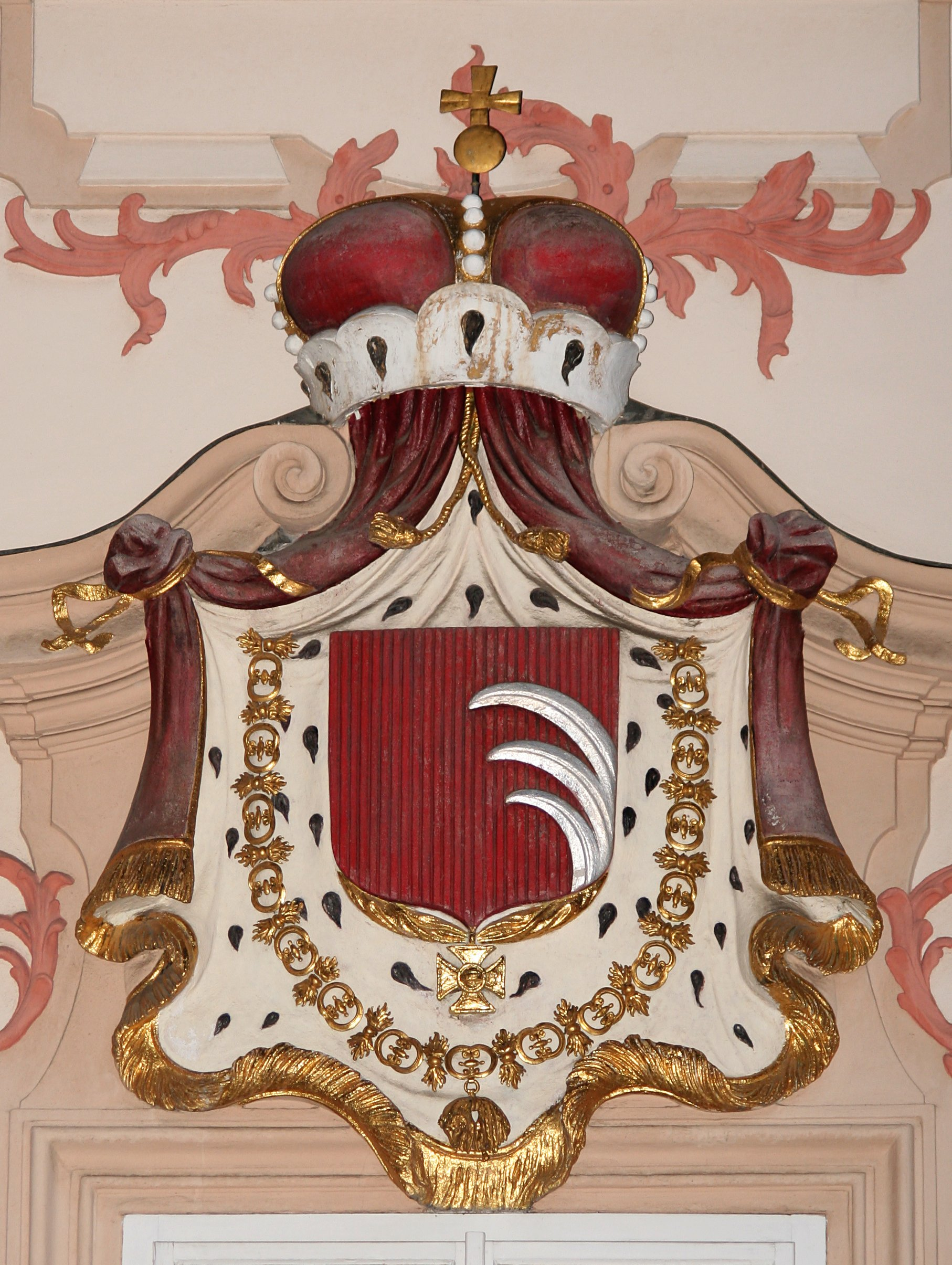
Rodový erb na staroměstském paláci s knížecí korunou

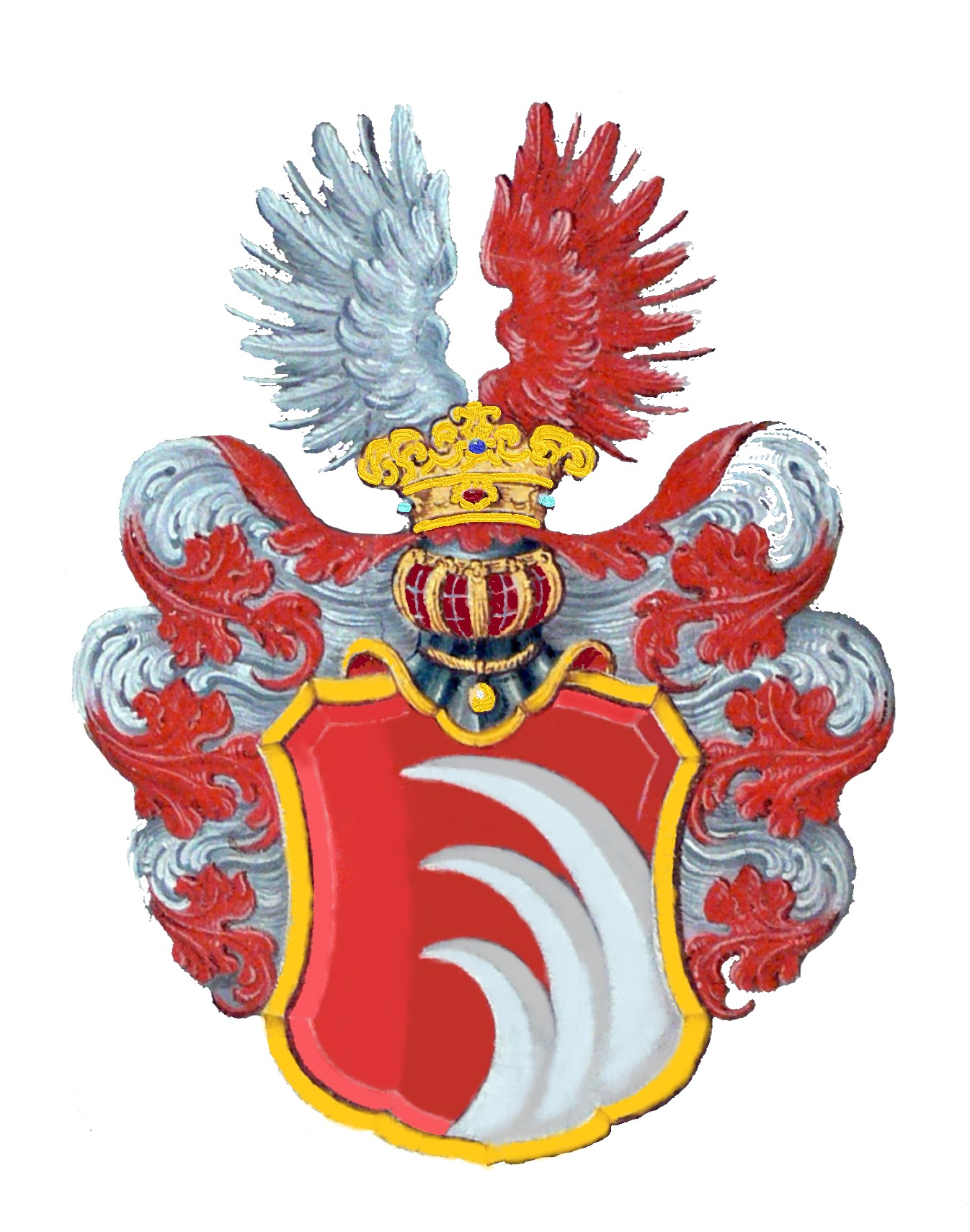
Erb Stěpána Viléma Kinského vyobrazený na stropě kanceláře Zemských desk Vladislavského sálu na Pražském hradě

Erb této rodiny obsahuje tři stříbrné vlčí zuby na červeném štítě, jdoucí heraldicky zleva doprava. Původně byl tento štít rozdělen těmito zuby na poloviny. Existují i vyobrazení, kde se jedná o tři žluté vlčí zuby na černém pozadí.
V historii se lze setkat i s tím, že tyto vlčí zuby jdou zezdola nahoru, přičemž u Radslava Kinského (na konci 16. století) se pravý vrchol dotýká horního okraje štítu. Právě podobnost jejich erbu s erbem Tetauerů z Tetova vedla k jejich povýšení do panského stavu.
Erb na budově pražského Paláce Kinských je v neděleném poli a jeho součástí je heslo „Bůh, čest, vlast“, nemá žádného štítonoše a je doplněn knížecím pláštěm a mimo jiné kolanou Řádu zlatého rouna.
Blason: V červeném poli tři stříbrné vlčí zuby, rostoucí z levé strany štítu. Přikryvadla červeno-stříbrná, v klenotu červené a stříbrné křídlo. Znak bývá doplňován hraběcí korunou, eventuálně knížecí korunou či knížecím pláštěm (pouze pro hlavu rodu).

## Historie rodu
Historie rodu Kinských je dlouhá a jelikož se zpočátku jednalo o nevýznamný vladycký rod, jsou jeho počátky plné nejasností. V tomto období se jednalo spíše o významnější sedláky, než o významný šlechtický rod. Výraznějšího mocenského i finančního vzestupu se tento rod dočkal až po třicetileté válce, odkdy je historie dobře známa.

### Z Medvědíče
Počátky historie roku Kinských jsou nejasné, bývají do ní zahrnováni i lidé s přídomkem „z Medvědíče“, jejich spojitost s Kinskými je však neprokázaná. Že jde o předky tohoto rodu, se usuzuje pouze z nepřímých indicií, jako je držba Medvědic. Nejčastěji bývá za prvního předka Kinských označován Martin z Medvědíče († asi 1209). Po něm je známo několik osob, které byly s Martinem z Medvědíče nějak příbuzné, nicméně nelze najít přímou linii. V tomto období se jednalo o bezvýznamný rod, který neměl žádné ambice.

### Vchynští do Jana Dlaska
Prvním nezpochybnitelným předkem tohoto rodu je Bohuslav z Žernosek († 1282). Měl čtyři syny (Bohuslav, Protivec, Víremil, Zdeslav), kteří jako první používali přídomek „ze Vchynic“, ten převzali od vesnice a tvrze nedaleko Lovosic. Do zhruba roku 1350 lze rod považovat za jednotný, ačkoli z oddělení spravování majetku mezi jednotlivé příbuzné vyplývalo, že dojde k rozštěpení tohoto rodu. Kolem roku 1350 tak vzniklo větší množství větví, z nichž některé nelze sledovat dále než jednu nebo dvě generace a ztratily s rodem kontakt. Rod se nerozpadl podle významnosti, neboť v tomto období byli pouze vladykové, bez většího významu; za hlavní se považuje větev, která držela Vchynice, a to z toho prostého důvodu, že nevymřeli a dali základ pozdějšímu významu.
Tvrz Vchynice a hrad Oparen – Opárno podržel v tomto období Smil. Smil († před rokem 1417) měl šest synů, jejichž jména jsou sice známa, ale jelikož např. jméno Jan se v rodě vyskytovalo často, není zcela jasné, zda některé z těchto dětí není ztotožňováno s někým jiným. Tito bratři však nepochybně drželi Měrunice, Siřejovice a Rochov. Smil mladší držel Opárno a Vchynice. Dále následuje období řady nejasností, ze kterých vyplývá, že hrad Opárno byl rozdělen na dvě části, které patrně drželi potomci Smila mladšího. Potomci pravděpodobně Martina (syn Smila staršího) vytvořili Měrunickou větev.
Počátkem 16. století držel Vchynice i Opárno Jan Dlask spolu se svým bratrem, jehož jméno není známo. Zdá se být zřejmé, že dnešní Kinští jsou potomky Jana Dlaska. Synové jeho bratra prodali roku 1543 Vchynice, poté vlastnili statek v Tuchořicích, kde poměrně brzy vymřeli.
Jan Dlask měl tři syny – Jiříka, Václava a Kryštofa, kteří založili tři nové větve. Lze tvrdit, že od tohoto okamžiku je historie rodu Kinských relativně přehledná a čitelná. Každý z jeho synů založil vlastní větev, přičemž větev založená Jiříkem vymřela koncem 17. století a větev založená Kryštofem odešla do zahraničí, kde ztratila s Kinskými kontakt. Jedinou pokračující větev tak založil Václav.

### Vzestup rodu

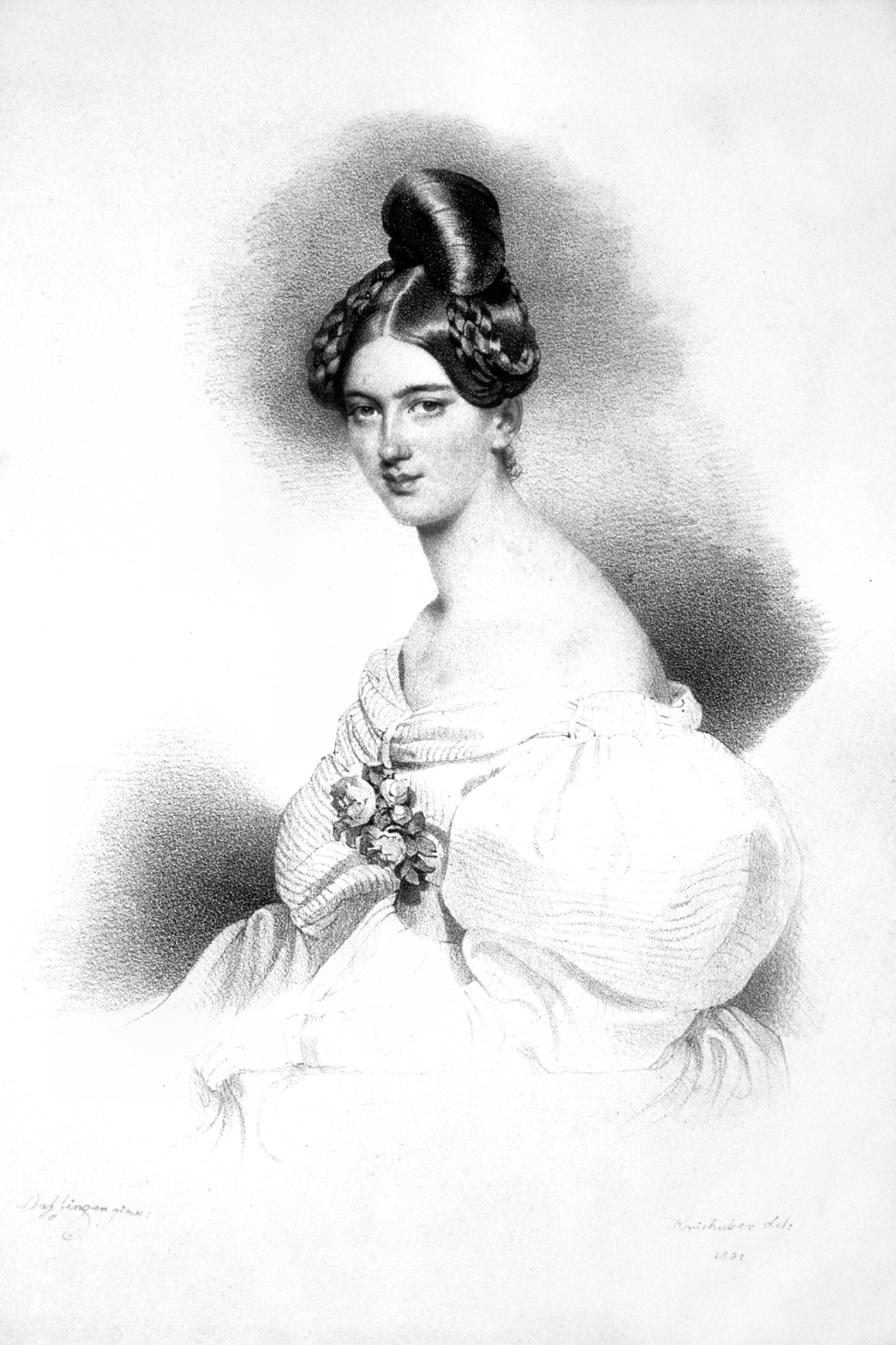
Františka Kinská, hraběnka z Vchynic a Tetova, lichtenštejnská kněžna v letech 1836–1857

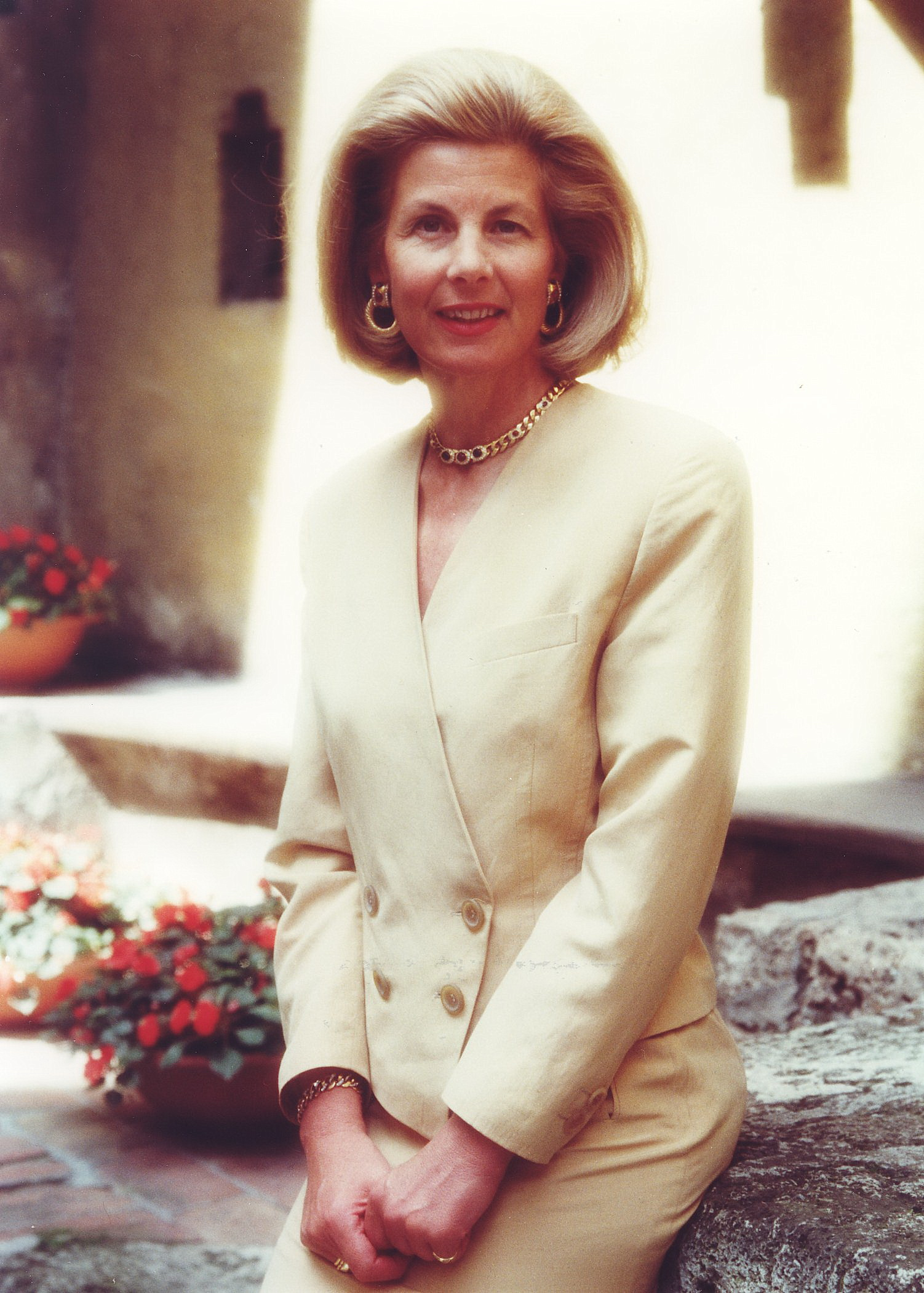
Marie Aglaë, kněžna lichtenštejnská, rozená Kinská z Vchynic a Tetova

Dlaskův prostřední syn Václav I. se oženil s Annou z Vřesovic a držel Černoc, Keblany a Petrovice, což nebyl nikterak významný majetek. Václav byl zavražděn roku 1542 a teprve roku 1554 se mohl správy rodového majetku ujmout Radslav. Radslav († 1619) byl velmi úspěšný a velmi brzy se mu povedlo rozšířit rodový majetek o Benešov nad Ploučnicí, Novou Bystřici, Kamenici, Malhostice, Teplice, Tolštejn a Zahořany. V letech 1611–1618 byl dvorním hofmistrem. Byl poručníkem Tetourovských sirotků, kde si všiml jisté podoby mezi jejich erby, na základě čehož začal požadovat, aby i jemu byl přidělen panský titul, pro což i zfalšoval některé listiny. Tyto listiny byly českou kanceláří potvrzeny v roce 1596 a roku 1611 byl povýšen do panského stavu. Zemřel bezdětný, proto majetek odkázal synovcům.
Jeho bratr Jan († 1590) byl méně úspěšný, přesto držel Křenice (Chřenice), Jeneč, Kunratice, Vlachovo Březí a Zásmuky. Roku 1576 se stal purkrabím na Karlštejně a v této funkci roku 1586 urazil císaře Rudolfa II., za což byl obžalován za faleš a od potrestání ho zachránila jen jeho smrt roku 1590. Jan měl pět dcer a šest synů: Rudolf byl zabit roku 1597, Jan padl roku 1599, Radslav byl zvolen direktorem (1618), po bitvě na Bílé hoře byl odsouzen k trestu smrti, ale podařilo se mu uprchnout do Nizozemí. Také Oldřich se aktivně zapojil do stavovského povstání, při defenestraci vyhazoval Martinice z okna Pražského hradu, zemřel bezdětný a jeho majetek byl zabrán, nicméně později byl přidělen Vilémovi. Vilém v průběhu povstání vystupoval nejasně, připadl mu Oldřichův majetek a roku 1628 získal hraběcí titul. Byl zavražděn v Chebu roku 1634 spolu s Albrechtem z Valdštejna, když se zapletl do jeho spiknutí. Měl sice dva syny, ale tato větev vymřela v další generaci.
Jediná pokračující větev tak byla od Janova syna Václava, který působil jako komorník pozdějšího krále a císaře Matyáše a roku 1611 byl přijat do panského stavu. Od krále získal majestátem Chlumec a Kolín. Roku 1615, kdy vyšla najevo celá řada jeho podvodů, byl odsouzen k trestu smrti, který mu o rok později císař změnil na doživotí. Václav pak uprchl do Krakova, odkud se však již v roce 1618 vrátil a podařilo se mu získat zpět Chlumec. Roku 1620 proti němu vypuklo povstání poddaných a byl opět vězněn, ale po bitvě na Bílé hoře dostal milost a byl mu navrácen Chlumec a za Kolín obdržel nějaké statky v okolí Chlumce.
Jeho syn Jan Oktavián zdědil veškerý majetek po otci, dále pak po Radslavovi Zásmuky, které prodal, a po Vilémovi zdědil Českou Kamenici. Roku 1676 získal hraběcí titul. Jan Oktavián měl čtyři dcery a dva syny. František Oldřich vystřídal řadu dvorských funkcí, mj. působil i v císařské radě, ale zemřel bezdětný. Václav Norbert Oktavián také vystřídal řadu funkcí u dvora a roku 1705 se stal nejvyšším kancléřem. Ze dvou manželství měl 18 dětí, přičemž dospělosti se dožilo osm dcer a sedm synů. Z nich vzešly tři rodové linie, mezi něž rozdělil svůj veliký majetek.

### Rozdělení rodu
Pět ze synů Václava Norberta Oktaviána se aktivně věnovalo politické či vojenské kariéře, přičemž dosáhli značných úspěchů. Na další rozvoj rodu však měli vliv jen Štěpán Vilém (1679–1749), který získal knížecí titul, Filip Josef (1700–1749), který založil knížecí větev Kinských a František Ferdinand Kinský (1678–1741), který založil chlumeckou větev.
Norbert Oktavián Kinský je tak poslední společný předek všech nynějších Kinských, v jeho majetku byl Chlumec, Choceň, Chroustovice, Kamenice, Koloděje, Nový hrad, Prčice, Rataje, Rosice, Rychmburk a Sloup.
Štěpán Vilém zdědil Choceň, Rataje, Rychmburk a Rosice, pracoval v diplomatických službách, byl mj. nejvyšším komorníkem a později nejvyšším hofmistrem. Za své zásluhy byl roku 1746 resp. 1747 povýšen na českého a říšského knížete, kteroužto hodnost získal dědičně pro představitele nejstarší mužské větve. Jeho syn František Josef zemřel roku 1752 bez mužských potomků a jeho dědictví včetně knížecích titulů přešlo na dědice Štěpánova mladšího bratra Filipa Josefa.

### Knížecí větev
Zakladatel větve Filip Josef (1700–1749) působil v letech 1728–1735 v diplomatických službách jako rakouský vyslanec v Anglii, dále v České dvorské kanceláři ve Vídni, v letech 1738–1745 ve funkci nejvyššího kancléře, v níž se projevoval jako český vlastenec. Kromě toho patřil k průkopníkům manufakturní výroby, na sloupském panství úspěšně podnikal ve sklářství, méně úspěšně v plátenictví a experimentoval s hedvábnictvím. Držel velkostatek Česká Kamenice, koupil a zrekonstruoval zámek Zlonice (1720), Mšené (1742) a Budenice (1748).
Mladší bratr Filipa Josefa, Josef Jan Maxmilián Kinský (1705–1780) studoval na arcibiskupském semináři v Praze, podnikl kavalírskou cestu na Maltu, Rhodos a do Palestiny, jako rytíř maltézského řádu přijal závazek celibátu. Držel Zlonice, Budenice a spolu s bratrem dědil Sloup; na svých panstvích provedl pozemkovou reformu. Patřil k nejvýznamnějším českým podnikatelům ve sklářském a textilním průmyslu (Sloup v Čechách, Nový Bor, Bělá pod Bezdězem).
Kníže Filip Josef se oženil se s Marií Karolínou z Martinic, se kterou měl čtyři dcery a čtyři syny. Prvorozený syn František Oldřich, 3. kníže Kinský (1726–1792) zdědil choceňský fideikomis, druhorozený Jan Josef Maxmilián (1736–1804) Zlonice a Sloup. Jan Josef Maxmilián Kinský měl pouze syna Bedřicha, který zemřel bezdětný (Sloup se tak dostal do držení chlumecké větve). František Josef vyjma Zlonic a Budenic ještě zdědil Kamenici, přikoupil Hospozín. Roku 1752 zdědil knížecí titul a vstoupil do armády, kde získal hodnost polního maršálka. Z mužských potomků ho přežil pouze syn Josef (1754–1798), který byl říšským dvorním radou.
Jan Josef dále rozšířil majetek rodu a koupil Kostelec nad Ohří, Peruc, Přestavlky, Vejvanovice. Měl syny Ferdinanda a Františka Josefa, kteří založili dvě další větve; a jelikož i Ferdinand (1781–1812) měl dva syny Rudolfa (1802–1836) a Josefa (1806–1862), rozdělila se knížecí větev celkem na tři části: choceňskou (hlavní knížecí větev), kosteleckou a peruckou (náměšťskou).

#### Choceňská větev

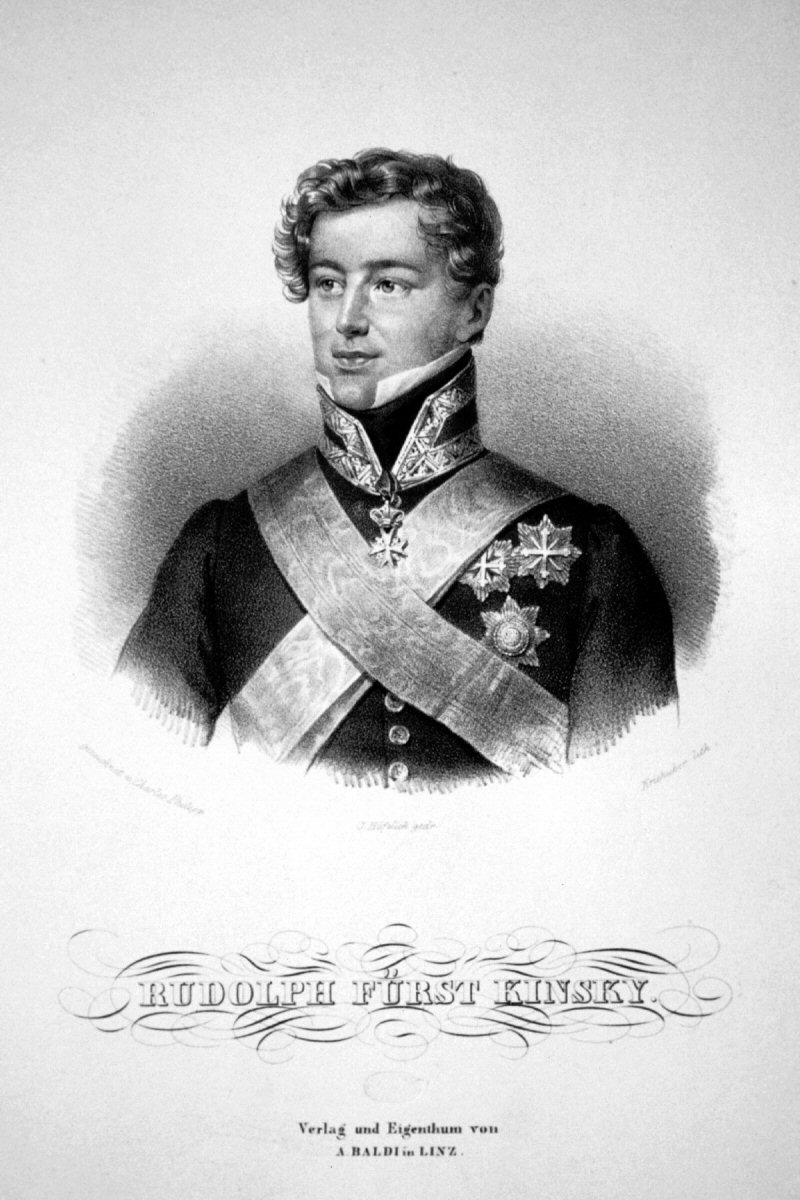
Rudolf kníže Kinský

Starší syn knížete Ferdinanda (1781–1812) Rudolf (1802–1836) podporoval české národní obrození, byl spoluzakladatelem a prvním kurátorem Matice české, podporovatelem Národního muzea. Pověřil Františka Palackého studiem genealogie svého rodu. Přikoupil Heřmanův Městec, Choceň a Horažďovice. Se svou ženou Vilemínou Eliškou, rozenou z Colloredo-Mannsfeldu, měl čtyři dcery a syna Ferdinanda Bonaventuru (1834–1904), který vlastnil Heřmanův Městec, Horažďovice, Choceň, Kamenici, Rosice a Zlonice. Ferdinand byl dědičným členem rakouské panské sněmovny, ale více než veřejným životem se zabýval hospodářstvím a správou rodinného majetku. Díky němu se rod Kinských začal orientovat na průmysl a na jejich velkostatcích vznikla celá řada cukrovarů, pivovarů, atp. Oženil se s Marií Annou z Lichtenštejna, se kterou měl tři dcery a tři syny. Prvorozená Vilemína se vdala roku 1878 za Františka Josefa, knížete z Auerspergu z nedalekých Slatiňan, syn Karel (1858–1919) se věnoval diplomacii, restauroval park v Budenicích; zemřel bezdětný. Druhý syn Rudolf (1859–1930) měl šest dcer. Jedině jejich bratr Ferdinand Vincenc (1866–1916) měl kromě čtyř dcer i tři syny a roku 1908 zdědil po matčině bratrovi do té doby lichtenštejnské panství Moravský Krumlov.
Dalšími pokračovateli a představiteli hlavní knížecí větve rodu Kinských jsou:
- Oldřich Ferdinand, X. kníže Kinský ze Vchynic a Tetova (1893–1938), který byl významným představitelem Sudetoněmecké strany
- František Oldřich, XI. kníže Kinský ze Vchynic a Tetova (1936–2009)
- Karel Maxmilián, XII. kníže Kinský ze Vchynic a Tetova (* 1967)
- Václav Ferdinand, hrabě Kinský ze Vchynic a Tetova (* 2002)

Po roce 1989 tato větev uplatňovala restituční nároky (mj. zámek Budenice a nedaleká hrobka rodu Kinských u kostela sv. Isidora v Jarpicích), které ale nebyly českými soudy uznány.

##### Hlavy knížecí linie
- Václav Norbert Oktavián (1642–1719), hrabě 1687–1719
  - Štěpán Vilém (1679-1749), 1. kníže 1747–1749, čtvrtý přeživský syn
    -  František Josef (1726–1752), 2. kníže 1749–1752 

  -  Filip Josef (1700–1749), pátý přeživší syn
    -  František Oldřich (1726–1792), 3. kníže 1752–1792 
      -  Josef Arnošt (1751–1798), 4. kníže 1792–1798 
        -  Ferdinand Jan (1781–1812), 5. kníže 1798–1812 
          -  Rudolf (1802–1836), 6. kníže 1812–1836 
            -  Ferdinand Bonaventura (1834–1904), 7. kníže 1836–1904 
              - Karel (1858–1919), 8. kníže 1904–1919
              - Rudolf Ferdinand (1859–1930), 9. kníže 1919–1930
              -  Ferdinand Vincent (1866–1919) hrabě
                - Oldřich Ferdinand (1892–1938), 10. kníže 1930–1938 
                  -  František Oldřich (1936–2009), 11. kníže 1938–2009 
                    -  Karel Maxmilián (* 1967), 12. kníže od roku 2009
                      - Wenzel Ferdinand (* 2002), hrabě
                      - Maximilian Benedikt (* 2006), hrabě
                      -  Stephan Wilhelm (* 2008), hrabě

                -  dva mladší synové s mužskými potomky

#### Kostelecká větev
Tuto větev založil hrabě Josef (1806–1862), druhý syn knížete Ferdinanda (1781–1812). Josef zdědil Kostelec nad Orlicí a Borovnici, jeho synové se stejně jako on věnovali vojenství. Josef měl syny Bedřicha Karla (1834–1899), Volfganga (* 1836) a Františka (* 1841).
Bedřich Karel (1834–1899) měl ve vlastnictví Kostelec nad Orlicí, věnoval se politice, po jeho smrti převzal správu kosteleckého panství jeho syn František Josef (1879–1976). František Josef v roce 1938 a 1939 podepsal všechny tři Deklarace českých šlechtických rodů, kterými se tyto rody postavily za Československo a přihlásily se ke svému češství. Třetí deklaraci, Národnostní prohlášení prohlášení české šlechty v září 1939, podepsali i jeho synové Bedřich Karel (1911–1999), Alfons (1912–1998), Josef (1913–2011) a František Antonín (1915–1993). Po roce 1948 se František Josef rozhodl neemigrovat, což vedlo k jeho perzekuci. Spolu s ním v Československu zůstal i jeho syn Josef Kinský z Vchynic a Tetova (1913–2011), který po roce 1989 zrestituoval zámek v Kostelci nad Orlicí. O rekonstrukci empírového zámku se po roce 1989 významně zasloužili právě Josef a jeho syn František (* 1947). Zámek je spolu s okolním pečlivě upraveným anglickým parkem zpřístupněn veřejnosti – konají se v něm kulturní akce (koncerty, výstavy, v suterénu zámku je od roku 2010 umístěno Muzeum města Kostelec nad Orlicí). Zámecký park je proslulý vzácnými dřevinami, rododendrony a na jaře rozsáhlými pláněmi kvetoucích sněženek, bledulí a sasanek.
Josef Kinský byl Čestným občanem města Kostelec nad Orlicí. V roce 1992 se stal společníkem a jednatelem společnosti Cihelna Kinský, spol. s r. o. v Kostelci nad Orlicí a působil i v dalších společnostech (Písník Kinský či Bytová výstavba Kinský). Jeho manželkou byla Bernadetta Kinská (rozená Merveldt, 1922–2016), synové jsou František Kinský (* 1947) a Antonín Kinský (1955–2012), rytíř Vojenského a špitálního řádu sv. Lazara Jeruzalémského. František Kinský je od roku 2010 zastupitelem města Kostelec nad Orlicí (za Iniciativu občanů), v roce 2014 a znovu v r. 2018 byl zvolen starostou města. Preferenční hlasy voličů jej vynesly v roce 2012 do zastupitelstva Královéhradeckého kraje, kde byl do r. 2016 předsedou výboru pro kulturu a památkovou péči. Jeho manželkou je Martina Kinská rozená Forejtová, děti – dcera Barbora Jarošová-Kinská a syn Kristian Kinský.

#### Náměšťská (perucká) větev
Zakladatelem této hraběcí větve byl František Josef (1784–1823), syn knížete Josefa Arnošta (1751–1798). František Josef měl tři syny – Dominika (1810–1879), Rudolfa (1815–1889) a Evžena I. (1818–1896). Peruc prodali, ale koupili Valašské Meziříčí a zdědili Náměšť na Hané. Tam si také nechali vystavět rodovou hrobku. Větev vymřela dětmi Evžena I., synem Evženem II. (1859–1939) v roce 1939 po meči a dcerami Terezií a Annou po přeslici v roce 1942.

#### Chlumecká větev
Zakladatelem této větve je hrabě František Ferdinand Kinský (1678–1741), nejstarší bratr zakladatelů knížecí větve. Byl politicky aktivní, působil jako nejvyšší kancléř a poslanec zemí Koruny České při říšském sněmu. V Rakousku vyženil Matzen a Angern. Dospělosti se dožilo pět z jeho dětí, dvě dcery a tři synové (Josef, František Josef a Leopold Ferdinand). Josef (1736–1804) se stal polním maršálkem, zemřel bezdětný. Jeho bratr František Josef (1739–1805) patřil k nejvýznamnějším osvícenským učencům a pedagogům své doby. Absolvoval vojenskou akademii Theresianum, poté vystudoval právnickou fakultu univerzity v Praze, působil u apelačního soudu, roku 1759 vstoupil do armády, stal se brzy generálmajorem, vojenským pedagogem a reformátorem. Založil pražskou kadetní školu a zreformoval vojenskou akademii ve Vídeňském Novém Městě. V letech 1773–1774 spoluzaložil Soukromou učenou společnost v Praze (pozdější Královská česká společnost nauk). Svou bohatou knihovnu odkázal Univerzitní knihově v Praze, zasloužil se o Pražskou techniku a mimo jiné se hlásil ke Komenskému a nazýval jej „prvním naším buditelem“. Po matce zdědil a vlastnil do roku 1783 zámek Radim, zemřel bezdětný.
Nejstarší syn Leopold Ferdinand (1713–1760) zdědil Chlumec a Matzen, byl nejvyšším lovčím v Českém království. Leopold měl dvě dcery a dva syny – Františka Ferdinanda a Filipa. Mladší syn Filip (1742–1827) se oženil s příbuznou z knížecí větve, čímž získal Rychmburk a Chroustovice, mimoto zdědil Sloup a Zvíkovec. Postupně prodal prakticky všechno dědictví a stal se polním zbrojmistrem, zemřel bez dědiců. Jeho bratr František Ferdinand (1738–1806) měl (kromě dalších dětí) tři syny, kteří rozdělili tuto větev na tři větve. Byli jimi Josef Leopold (1764–1831), Karel (1766–1831) a Kristián (1776–1835). František Ferdinand byl dědem Berthy von Suttner – první ženské nositelky Nobelovy ceny za mír.
Jedním z přímých potomků (praprapravnukem) Leopolda Ferdinanda byl Zdenko Radslav Kinský (1896–1975), signatář všech tří Deklarací české šlechty v letech 1938 a 1939. Václav Norbert (1924–2008), starší syn Zdeňka Radslava, emigroval v roce 1948 do Itálie a téhož roku se oženil s Annou Marií dal Borgo Netolickou (1925–1980), čímž rod získal majetek jako např. hrad Kost a Villu Dal Borgo Netolitzky v Toskánsku, kde vyrůstala. Po její smrti se stal profesním rytířem Suverénního řádu maltézských rytířů, následně byl jmenován jeho ministrem zahraničí, v letech 2002–2004 byl českým velkopřevorem maltézských rytířů. Po Sametové revoluci zrestituoval mj. zámek v Chlumci nad Cidlinou, a Žehuňskou oboru v Kněžičkách s loveckým zámečkem Neugebau (dnes Hotel Obora Kinský). Majetek zdědili jeho dva synové, Giovanni (* 1949), kterému byl navíc jako dědictví po matce vrácen v restituci hrad Kost, a Pio Paolo (* 1956). V roce 2004 založili společnost Kinský dal Borgo, a. s. ke správě rodinného majetku. V programovém období EU dotací IROP 2014–2020 získala firma dotace na opravu hradu Kost a zámku Karlova Koruna. Opravy hradu Kost byly dokončeny v roce 2021, dokončení oprav zámeckého areálu Karlova Koruna je plánováno na rok 2022.
Mladší syn Zdeňka Radslava,  Radslav Kinský (1928–2008) byl významný český imunolog, zakladatel reprodukční imunologie a třetí český velkopřevor lazariánů. Roku 1991 zrestituoval někdejší klášter a zámek ve Žďáru nad Sázavou. Jeho syn Constantin Kinský s manželkou Marií v roce 2015 v areálu někdejšího kláštera založili Muzeum nové generace, Marie mimo to je od roku 2013 zakladatelkou a organizátorkou festivalu současného tance a pohybového divadla KoresponDance. Za tyto činnosti obdrželi společně v roce 2016 skleněnou medaili Kraje Vysočina.

##### Rodokmen chlumecké větve Kinských
Držitelé chlumeckého panství jsou uvedeni tučně:
František Ferdinand Kinský (1678–1741)
- Václav Josef (22. 2. 1707 – 1708)
- František Václav Kajetán (7. 1. 1708 – 1711 nebo 3. 11. 1708)
- Karel Josef (1710 nebo 1. 5. 1711 – 7. 9. 1717)
- (Jan) Leopold Ferdinand (17. 1. 1713 – 1761 nebo 24. 10. 1760)
  - ∞ (6. 9. 1734 Vídeň) Marie Tereza Capece dei Marchesi di Rofrano (3. 6. 1715 – 12. 11. 1778), jejich děti:
    - František Ferdinand (Jeroným Josef) (8. 12. 1738 Vídeň – 7. 4. 1806) - v jeho éře proběhlo selské povstání v Chlumci nad Cidlinou v roce 1775
      - ∞ (18. 5. 1761 Vídeň) Marie Kristýna z Lichtenštejna (1. 9. 1741 – 30. 4. 1819), jejich děti:
        - Josef Leopold (29. 3. 1764 Vídeň – 1. 4. 1831 Chlumec nad Cidlinou)
          - ∞ Marie Terezie, rozená svobodná paní z Puteani, jejich děti:
            - Oktavián Josef (13. 3. 1813, zámek Vlkov – 28. května 1896) - iniciátor Velké pardubické, zakladatel chovu koní Equus Kinsky, zemřel bezdětný, panství i chov koní předal synovi svého bratra Jana Zdenkovi
              - ∞ ?Anežka[14] (? – 5. 2. 1888), bez dětí
              - ∞ Marie Stubenvollová, cirkusová krasojezdkyně (1860–1909), bez dětí

            - Jan (1815 – 1868), jeho syn:
              - Zdenko (1844 – 1932)
                - ∞ Georgina Ernestina Festeticsová z Tolny (1856–1934), jejich děti:
                  - Nora (18. 12. 1888 Vídeň – 27. 3. 1923 Vítkovice)
                    - ∞ hrabě Ferdinand Wilczek, jejich dítě:
                      - Georgina, pozdější kněžna lichtenštejnská

                  - Zdeněk (též Zdenko) Radslav (14. 7. 1896 Chlumec nad Cidlinou – 1. 1. 1975 Řím)
                    - ∞ Eleonora Schwarzenbergová, rozená Clam-Gallasová (4. 11. 1887 Frýdlant v Čechách – 31. 5. 1967 Vídeň), jejich děti:
                      - Václav Norbert (21. 3. 1924, Praha – 9. 3. 2008 Pugnano, Itálie)
                        - ∞ Anna Marie dal Borgo-Netolická (4. 7. 1925 Pisa – 18. 1. 1980 Pugnano)), jejich děti:
                          -                             - Giovanni-Zdenko Kinský dal Borgo (Jan Zdeněk, * 12. 6. 1949 Pisa)
                              - ∞ (30. 10. 1976 Pisa) Michelle Hoskins (28. 3. 1956 Shreveport, Louisiana,[15] USA), jejich děti:
                                - 1. Eleonora (* 30. 8. 1979 Pisa)
                                - 2. Francesco (František, * 26. 9. 1983 Pisa)
                                  - ∞ (12. 9. 2015 Hradec Králové) Jana Hůlková (* 6. 12. 1979)

                            - 2. Pio Paolo Kinský dal Borgo (Pius Pavel, * 23. 1. 1956 Pisa)
                              - ∞ (7. 9. 1985 Pugnano) Natalia Guidi (* 10. 12. 1951 Lari), jejich děti:
                                - 1. Carlo (Karel, * 6. 6. 1987 Pisa)
                                - 2. Federico (Bedřich, * 22. 5. 1988 Pisa)
                                - 3. Anna Maria (Anna Marie, * 6. 1. 1992 Pisa)

                      - Radslav (14. 6. 1928 Obora Kněžičky u Chlumce nad Cidlinou – 12. 10. 2008 Žďár nad Sázavou)

        - Marie Anna (29. 6. 1765 – 22. 6. 1837)
        - Karel (28. 7. 1766 Chlumec nad Cidlinou – 4. 9. 1831 Svojkov), zakladatel sloupské větve rodu
        - František Josef (12. 10. 1768 – 4. 1. 1843), otec Berthy von Suttner
        - Filip (1770 – 1776)
        - Ferdinand Prokop (12. 2. 1772 – 1843)
        - Marie Kristina (10. 3. 1773 - ?)
        - Kristián (21. 6. 1776 Vídeň – 7. 2. 1835 Vídeň), zakladatel matzenské větve rodu
        - Antonín (25. 5. 1774 – 31. 1. 1864)
        - Marie Barbora (4. 12. 1775 – 20. 1. 1798)
        - Filip František (6. 7. 1777 – 1794)
        - Josef (1778 – 1798)

    - Marie Terezie (14. 2. 1740 – 25. 9. 1806)
      - ∞ (3. 5. 1761) Andrzej Poniatowski (16. 7. 1735 – 5. 3. 1773)

    - Filip Josef (4. 8. 1741 – 14. 2. 1827 Praha), rakouský generál
      - ∞ (27. 8. / 13. 9. / 10. 11. 1787 Vídeň, rozvedeni 1788) Marie Terezie z Ditrichštejna (11. 8. 1768 – 16. 9. 1822)

    - Marie Anna (pokřtěna 18. 7. 1744 Vídeň – 13. 8. 1829 Vídeň)
      - ∞ (5. 2. 1763) Václav Arnošt Schaffgotsch z Kynastu a Greiffensteinu (2. 7. 1733 – 17. 10. 1764 Vídeň)
- Josef (22. 2. 1731 – 7. 2. 1804)
- Marie Anna (1736 – květen 1752)
- Marie Josefa (11. 10. 1738 – 1767)
  - ∞ (1766) Maxmilián František Xaver Daun (3. 10. 1721 – 17. 6. 1788)
- František Josef (23. 4. 1737 / 6. 12. 1739 Praha – 9. 6. 1805 Vídeň, pohřben ve Vídeňském Novém Městě), rakouský generál
  - ∞ (29. 7. 1779) Marie Renata z Trauttmansdorffu (1. 2. 1741 – 6. 3. 1808)
- Marie Antonie (12. 12. 1739 – 28. 3. 1816)
  - ∞ (1. 6. 1755) František de Paula Adam Wratislaw z Mitrowicz (23. 5. 1732 – 19. 7. 1788 Praha)

### Vedlejší a vymřelé větve

#### Rozdělení po roce 1350
Po roce 1350 se rod Vchynských rozpadl na několik částí, z nichž některé zcela ztratily význam a staly se tak nevysledovatelnými, některé si však podržely delší dobu určitý význam.

#### Medvědičtí z Medvědíče
Někdy též Nedvědíč. Začátek této větve je dost nejistý, všeobecně sem bývá řazen Chotibor († 1346), někdy však bývá počátek posunut až do roku 1393. Jelikož v této větvi došlo k tomu, že poslední mužský potomek Hynek zemřel roku 1437 bezdětný, přešly Medvědice přes dceru jeho bratra Zikmunda († 1432) do vlastnictví jejího manžela, který se stal zakladatelem Nedvědických z Račiněvsi.

#### Razičtí ze Vchynic
Pojmenování je podle Razic u Bíliny, které vlastnilo několik bratrů, dalším vývojem došlo k tomu, že Razice a podle ekonomické situace i několik okolních vesnic drželi jejich potomci. Žádný z nich nepřesáhl regionální význam. Koncem 16. století došlo k prodeji Razic, poslední potomek této větve zemřel roku 1612.

#### Žluničtí
Jednalo se o větev, která byla částečně provázána s Razickými, ze kterých možná i vzešla. O této větvi se toho ví poměrně málo, jisté je, že roku 1412 vlastnil Žlunice a že zemřel roku 1415, z jeho mužských potomků již nikdo neměl syna a tak po smrti Jindřicha (1455) tato větev zanikla.

#### Ohničtí a Kremyžští
Se oddělili koncem 14. století. Tuto větev založil Litolt, jeho synové byli Dobš a Jan. Jan se stal roku 1428 purkrabím v Bílině, jelikož byl finančně úspěšný koupil 1440 Bříšťany. Větev se sice nerozdělila, protože Janův syn Bohuslav dědil po obou bratrech (1441), ale nebyl finančně úspěšný a roku 1455 prodal Ohníč a následně na to roku 1460 i Bříšťany. Tím tato větev končí.

### Rozdělení po roce 1410

#### Měruničtí
Někdy po roce 1410 spravoval Měrunice Smilův syn Martin, nejpravděpodobněji jeho potomci založili na držbě větší části vesnice samostatnou větev. Tato větev nebyla nijak významná a není ani valně zdokumentována, jisté je, že do počátku 16. století získali několik dalších statků, které však v letech 1530–1560 prodali. Poslední známí potomci této větve žili v roce 1594 v Nehvízdkách, kde patrně ještě koncem 16. století vymřeli.

### Synové Jana Dlaska

#### Drastská větev
Nejstarší syn J. Dlaska Jiřík († 1566) založil tzv. drastskou větev. Jiřík se oženil s Dorotou Sekerkovou ze Sedčic a zhruba roku 1560 koupil Drasty a část Klecan. Jeho syn Adam († 1571) se nechal vyplatit starším synem Jaroslavem († 1614), jeho syn zemřel bezdětný. Jaroslav dlouhodobě (1589–1611) působil jako místokomorník. Navíc byl finančně relativně úspěšný a roku 1589 koupil Krakovec.
Nejstarší syn Jaroslava Jiří získal Blšany a Krakovec, po bitvě na Bílé hoře mu byly sice zabaveny, ale již roku 1623 je jako zadlužené získal zpět. Jeho druhý syn Adam vlastnil Košťálov a Zhoř, poté co mu byly zabrány, odešel do dánské armády (1628), jeho syn Jaroslav Petr († 1669) byl generálem švédské jízdy, ale ani on ani jeho syn († 1685) se nedomohli navrácení zabaveného majetku. Třetí syn Jan Bedřich byl politicky aktivní a v roce 1620 byl odsouzen ke ztrátě majetku, poté sice podědil majetek po ženě, ale odkázal ho své druhé ženě, čímž se majetek dostal mimo rod Kinských.
Poslední bratr Radslav Jaroslav († 1644) měl dvě dcery a dva syny Bedřicha Jaroslava († 1653) a Petra Jiřího, jehož synem Františkem Antonínem tato větev vymřela.

#### Nizozemská větev
Tuto větev založil Kryštof Dlask ze Vchynic († 1555) – nejmladší syn Jana Dlaska († 1521) se zcela odtrhl od rodu, jeho dva synové Burian starší a Ferdinand Kryštof (†1617) emigrovali do Nizozemí. Burkart (†1595), syn Ferdinanda Kryštofa, se stal předkem všech Vchynských dále žijících v Belgii a Nizozemí. Jeho potomci se pokoušeli udržovat s českou větví styky ještě v roce 1739, ale jako protestanti byli katolickými Kinskými odmítnuti.

## Kinští v současnosti
V Česku žijí potomci kostelecké a chlumecké větve, které jsou obě hraběcí. Kostelecká větev vlastní zámek v Kostelci nad Orlicí. Potomci Václava Norberta z chlumecké větve, od roku 1961 s příjmením Kinský-dal-Borgo, vlastní zámek Karlova Koruna a hrad Kost. Potomci Radslava z téže větve vlastní zámek Žďár nad Sázavou.
Potomci další rodových větví včetně představitelů hlavní knížecí linie (Karel Maxmilián, XII. kníže Kinský (* 1967)) žijí v zahraničí. Dolnorakouský hrad Heidenreichstein připadl Kinským roku 1961 sňatkem hraběte Kristiána Leopolda (1924–2011) z morkovického rodu s Josephinou Marií, hraběnkou van der Straten-Ponthoz. Johannes „Hans“ Kinský (1937–2004) z horažďovické linie roku 1966 získal zámek Stadl an der Raab.

## Příbuzenstvo
Spojili se s Švihovskými, Šliky, Schönborny, Ditrichštejny, Nesselrody, Poniatowskými, Martinici, Colloredo-Mannsfeldy, Kerpeny, Pálffyovci, Lichtenštejny či Thurny.

## Pohřebiště
- Kostel svatého Isidora (Budenice)
- Hrobka Kinských (Budenice) v okrese Kladno
- Hrobka Kinských při kostele svatého Filipa a Jakuba v Mlékosrbech v okrese Hradec Králové
- Kaple svatého Kříže  ve Veltrusech v okrese Mělník není skutečnou hrobkou, ale připomíná tragickou smrt Ferdinanda Jana Kinského (1781–1812).
- Hrobka Kinských na Břevnovském hřbitově v Praze
- Kaple svatého Jana Nepomuckého (Sloup v Čechách)
- Hrobka Kinských (Náměšť na Hané) v okrese Olomouc
- Hrobka Kinských na hřbitově v Matzenu (okres Gänserndorf, Dolní Rakousy)
- Hrobka Kinských (Lešná) v okrese Vsetín
- Lesní kaple sv. Ferdinanda v Žehuňské oboře v Kněžičkách, okres Nymburk. V barokní kapli z 18. století byl dočasně pochován Ferdinand Kinský (1772–1813) nebo Mořic Kinský (1809–1816). Kaple v 2. polovině 20. století zchátrala a rodina Kinský dal Borgo, která oboru zrestituovala, nechala kapli v roce 2010 hanebně strhnout.[16][17]